# Condor Airlines
Condor Airlines (нім. Condor Flugdienst), часто коротко звана Condor — німецька курортна авіакомпанія, що виконує польоти в Середземномор'ї, Азію, Африку, Північну і Південну Америку й на острови Карибського басейну. Її основна база — аеропорт Франкфурта; другий хаб — Мюнхен. Штаб-квартира знаходиться у Франкфурті-на-Майні (земля Гессен), з додатковим офісом у місті Оберурзель (та ж земля).
23 вересня 2019 року материнська компанія Condor Thomas Cook Group розвалилася; однак Condor отримав перехідну позику від німецького уряду, щоб продовжити роботу. Condor Flugdienst GmbH продовжував бути активом Thomas Cook Group plc, доки цей актив не буде проданий або ліквідація не буде завершена офіційним керуючим. 24 січня 2020 року було оголошено, що польська авіаційна група, власник LOT Polish Airlines, придбає Condor. Очікувалось, що придбання буде завершено до квітня 2020 року після отримання антимонопольного дозволу. Однак 2 квітня 2020 року було оголошено, що продаж LOT Polish Airlines зірвався. Відтоді більшість була продана інвестиційній компанії.

## Історія
Авіакомпанія була заснована 21 грудня 1955 року як Deutsche Flugdienst GmbH і початку перевезення 28 березня 1956 року. Криза ринку чартерних перевезень на початку 1960-х років привів до того, що компанією заволоділа Lufthansa і назва компанії було змінено на Condor Flugdienst 25 жовтня 1961 року; в цей час компанія експлуатувала чотири літаки Vickers Viscount і два Fokker F27.

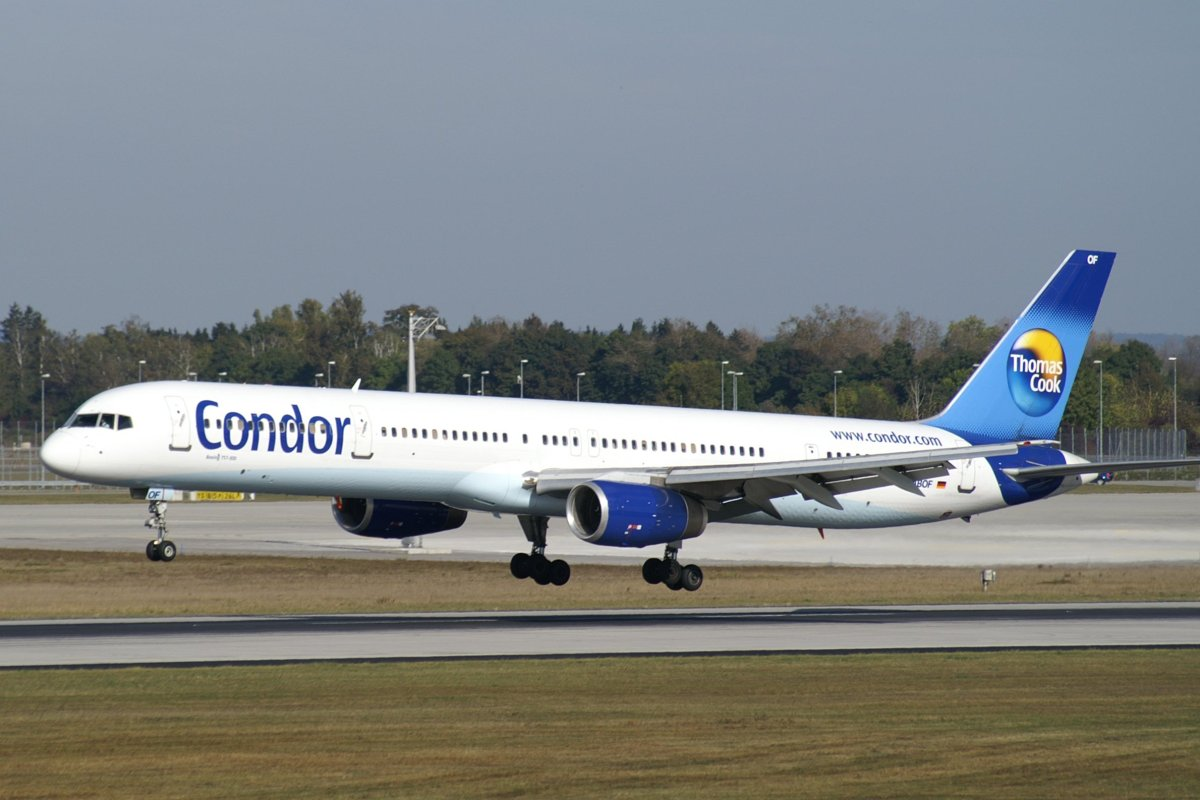
Boeing 757 авіакомпанії Condor у новому розфарбуванні

C 1965 по 1969 роки Condor випробувала великий ріст у зв'язку з переходом на реактивні літаки. Першим був Boeing 727, до нього в 1967 році додався Boeing 707, в 1969 році — Douglas DC-8, кілька 727-х і три Boeing 737 увійшли в його флот. Пізніше, в 1971 році, додався Boeing 747 — після цього авіакомпанія почала польоти в Північну Америку. Підкошена паливною кризою 1970-х років, авіакомпанія позбулася гігантських Boeing 747 і додала три McDonnell Douglas DC-10 для своїх далекомагістральних маршрутів, а також літаки Airbus A300 у 1981 році.
У 1980-х і 1990-х роках штаб-квартира авіакомпанії перебувала в місті Ной-Isenburg, земля Гессен.
На початку 1990-х років флот був оновлений введенням літаків Boeing 757 і Boeing 767. У цей час компанія була найважливішим чартерним перевізником світу, здійснював польоти в 65 екзотичних пунктів призначення і великих міст світу. Вона була злита з авіакомпанією Südflug у серпні 1992 року.
C&N Touristic, батьківська компанія Condor, була перейменована в Thomas Cook AG слідом за C&'s входженням в однойменну британську туристичну компанію. У березні 2003 року проведено ребрендинг в «Thomas Cook — Powered by Condor» як частина ребрендингу всієї групи. Condor Berlin увійшов в Thomas Cook AG під час ребрендингу в березні 2003 року. Однак, у травні 2004 року і новий CEO вирішив повернутися до традиційного назвою.
10 лютого 2008 року Thomas Cook підтвердила намір викупити належні компанії Lufthansa 24,9% акцій авіакомпанії, виконуючи попередню угоду 2007 року. Угода, оцінена в 77,19 мільйонів євро (68 мільйонів фунтів стерлінгів), дасть можливість групі Thomas Cook Group отримати в одноосібне володіння Condor, завершивши 48 років залученості компанії Lufthansa в самого великого чартерного перевізника.

## Пункти призначення
Condor Airlines виконує регулярні і сезонні рейси в кілька десятків міст світу — 7 африканських країн, 13 країн Північної Америки, дві південноамериканські країни, 4 азійські і сім європейських країн.

## Флот

### Поточний флот
Станом на травень 2023 флот Condor складався з наступних літаків:
| Тип              | В дії | Замовлення | Пасажири | Пасажири | Пасажири | Пасажири | Пасажири | Примітки |
| Тип              | В дії | Замовлення | C        | P        | Y        | Всього   | Джерела  | Примітки |
| ---------------- | ----- | ---------- | -------- | -------- | -------- | -------- | -------- | --- |
| Airbus A320-200  | 12    | —          | —        | 24       | 156      | 180      | [ 15 ]   | Мають бути замінені на Airbus A320neo.                                                                                             |
| Airbus A320neo   | —     | 13         | TBA      | TBA      | TBA      | TBA      | TBA      | Мають почати передаватись у 2024.                                                                                                  |
| Airbus A321-200  | 11    | —          | —        | 24       | 186      | 210      | [ 18 ]   | Мають бути замінені на Airbus A321neo.                                                                                             |
| Airbus A321-200  | 11    | —          | —        | 24       | 196      | 220      | [ 18 ]   | Мають бути замінені на Airbus A321neo.                                                                                             |
| Airbus A321neo   | —     | 28         | TBA      | TBA      | TBA      | TBA      | TBA      | Мають почати передаватись у 2024.                                                                                                  |
| Airbus A330-200  | 4     | —          | 22       | —        | 234      | 256      | [ 19 ]   | В лізингу до січня 2024, як підготовка до поставок A330neo.                                                                        |
| Airbus A330-200  | 4     | —          | 22       | —        | 240      | 262      | [ 19 ]   | В лізингу до січня 2024, як підготовка до поставок A330neo.                                                                        |
| Airbus A330-900  | 5     | 13         | 30       | 64       | 216      | 310      | [ 23 ]   | Мають почати передаватись у 2024.                                                                                                  |
| Boeing 757-300   | 9     | —          | —        | 26       | 249      | 275      | [ 25 ]   | Будуть зняті з використання між 2026 і 2028 та замінені на Airbus A321neo. 6 з колишніх 15 літаків повернені лізингодавцям з 2020. |
| Boeing 757-300   | 9     | —          | —        | 36       | 239      | 275      | [ 25 ]   | Будуть зняті з використання між 2026 і 2028 та замінені на Airbus A321neo. 6 з колишніх 15 літаків повернені лізингодавцям з 2020. |
| Boeing 767-300ER | 7     | —          | 18       | 35       | 205      | 258      | [ 26 ]   | Будуть зняті з використання на початку 2024 і замінені на Airbus A330-900. 9 з колишніх 16 літаків повернені лізингодавцям з 2020. |
| Boeing 767-300ER | 7     | —          | 18       | 35       | 206      | 259      | [ 26 ]   | Будуть зняті з використання на початку 2024 і замінені на Airbus A330-900. 9 з колишніх 16 літаків повернені лізингодавцям з 2020. |
| Boeing 767-300ER | 7     | —          | 30       | 35       | 180      | 245      | [ 26 ]   | Будуть зняті з використання на початку 2024 і замінені на Airbus A330-900. 9 з колишніх 16 літаків повернені лізингодавцям з 2020. |
| Total            | 48    | 54         |          |          |          |          |          | |

### Колишній флот
У минулому Condor оперував наступними типами літаків:
| Тип                                  | Всього | Початок експлуатації | Кінець експлуатації | Примітки                                                                                                   |
| ------------------------------------ | ------ | -------------------- | ------------------- | --- |
| Airbus A300B4                        | 9      | 1979                 | 1988                | |
| Airbus A310-200                      | 3      | 1985                 | 1991                | |
| Airbus A310-300                      | 2      | 1987                 | 1999                | |
| Airbus A319-100                      | 1      | 2011                 | 2011                | у лізингу з Hamburg Airways                                                                                |
| Airbus A330-200                      | 1      | 2017                 | 2018                | у лізингу з Air Transat                                                                                    |
| Airbus A330-200                      | 3      | 2018                 | 2019                | у використанні Thomas Cook Airlines                                                                        |
| Airbus A330-200                      | 1      | 2019                 | 2020                | у лізингу з AirTanker                                                                                      |
| Airbus A330-300                      | 2      | 2022                 | 2023                | у використанні SmartLynx Airlines Malta                                                                    |
| Beechcraft 65                        | 4      | 1964                 | 1966                | |
| Boeing 707-320B                      | 5      | 1967                 | 1981                | |
| Boeing 707-320C                      | 1      | 1977                 | 1979                | |
| Boeing 707-420                       | 1      | 1975                 | 1976                | |
| Boeing 727-100                       | 7      | 1966                 | 1982                | |
| Boeing 727-200                       | 8      | 1973                 | 1989                | |
| Boeing 737-100                       | 3      | 1969                 | 1971                | у лізингу з Lufthansa                                                                                      |
| Boeing 737-200                       | 4      | 1981                 | 1988                | |
| Boeing 737-300                       | 9      | 1987                 | 1998                | |
| Boeing 747-200B                      | 2      | 1971                 | 1979                | Condor був першою авіакомпанією, що спеціалізується на курортних напрямках, що почала використовувати 747. |
| Boeing 747-200M                      | 1      | 1979                 | 1980                | у лізингу з Lufthansa                                                                                      |
| Boeing 747-400M                      | 1      | 1993                 | 1996                | у лізингу з Lufthansa для напрямку Тайбей.                                                                 |
| Boeing 757-200                       | 20     | 1990                 | 2006                | |
| British Aerospace 125                | 2      | 1967                 | 1971                | у лізингу та у використанні Conti-Flug.                                                                    |
| Convair CV-240                       | 3      | 1961                 | 1962                | |
| Douglas DC-8-33                      | 1      | 1968                 | 1969                | Lufthansa передала літак від Südflugand до Condor.                                                         |
| Douglas DC-8-73CF                    | 1      | 1985                 | 1986                | |
| Lockheed L-1049G Super Constellation | 5      | 1964                 | 1964                | |
| Lockheed L-1649A Starliner           | 2      | 1960                 | 1962                | |
| McDonnell Douglas DC-10-30           | 5      | 1979                 | 1999                | |
| Fokker F27 Friendship                | 2      | 1965                 | 1968                | |
| Vickers Viking                       | 3      | 1956                 | 1964                | |
| Vickers Viscount                     | 4      | 1962                 | 1969                | |

## Ліврея літаків

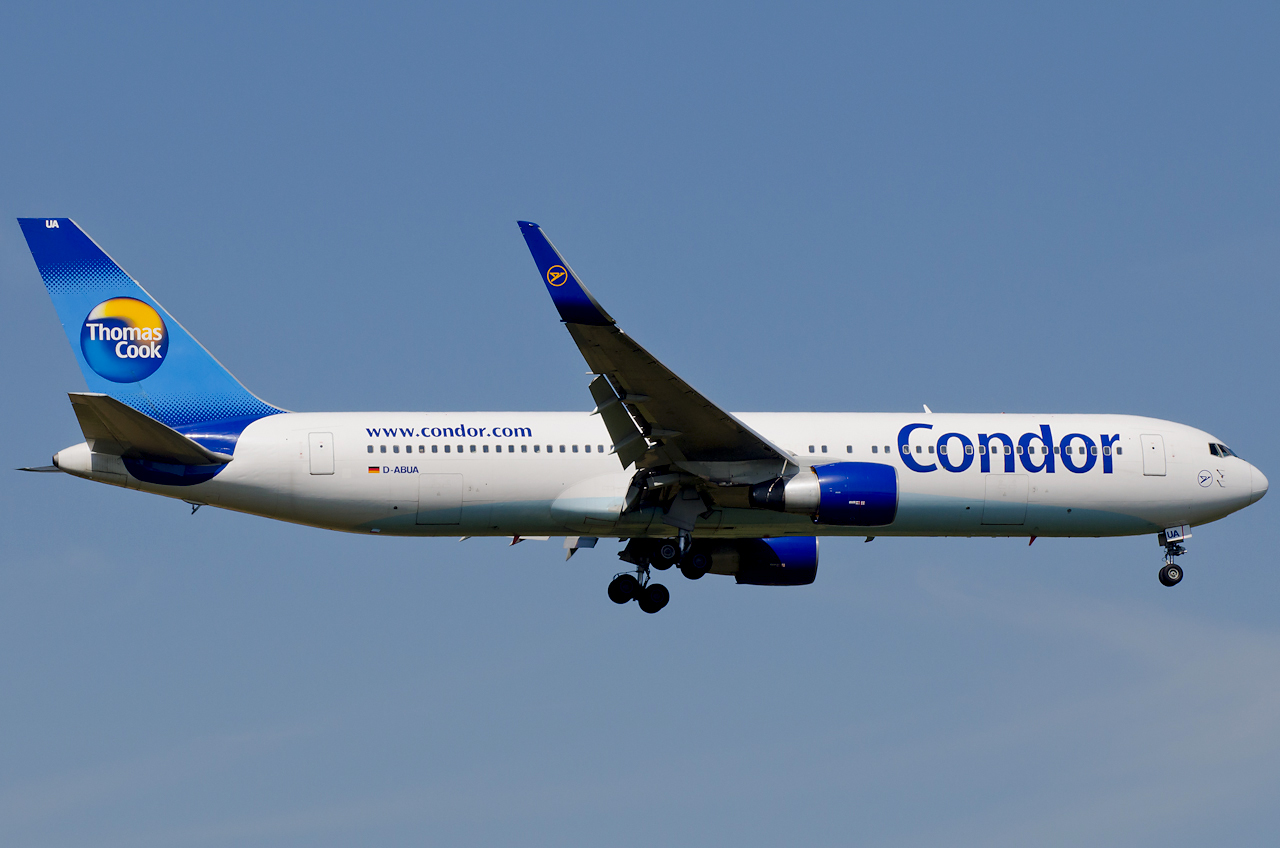
Boeing 767 авіакомпанії «Condor»

Ліврея літаків Condor складається із слова «Condor», написаного синім кольором вздовж усього білого фюзеляжу літака — в тому ж стилі, що і літаки Thomas Cook Airlines. Хвіст розфарбований логотипом Thomas Cook на синьому фоні — також, як і літаки Thomas Cook Airlines. У 1990-х роках ліврея літаків Condor підкреслювала приналежність групі Lufthansa — білий фюзеляж, слово «Condor» написано чорним кольором поверх вікон; на повністю жовтому хвості — логотип Condor з синьої птиці всередині синього кола, дуже схожого на логотип Lufthansa 1970-х років.